# WKE Emmen
El WKE (Woonwagenkamp Emmen (que significa Pàrquing de Caravanes d'Emmen)) és un club de futbol de la ciutat d'Emmen als Països Baixos.
El WKE es va fundar el 14 de juny de 1966 pels residents del càmping de caravanes local. El club va ascendir a la hoofdklasse el 1981. Des de 1981, va descendir a la Eerste Klasse els anys 1998 i 2004. Van guanyar el títol de la Sunday Hoofdklasse C la temporada 2006–07 i fou campió nacional amateur la 2008–09.
Molts dels seus jugadors han format part de l'FC Emmen quan eren més joves i disputaven competició professional.